# Crims al Bàltic: Ombres nocturnes
Crims al Bàltic: Ombres nocturnes (títol original en alemany, Der Usedom-Krimi: Nachtschatten) és el nom de l'onzè episodi de la sèrie de pel·lícules de ficció criminal Crims al Bàltic. L'episodi es va emetre per primera vegada a Erste el 29 d'octubre de 2020. S'ha doblat al català central per a TV3.

## Sinopsi
Un grup de joves de setze anys organitzen una festa en un bungalou de vacances. Potents psicotròpics i alcohol són consumits sense moderació. Al cap d'unes hores, tots els joves acaben mig inconscients. L'endemà, un dels nois apareix mort a la sauna. Segons sembla, algú havia bloquejat la porta. Es tractaria, doncs, d'un crim intencionat. La festa l'havia organitzat en Ben, fill d'un nebot de la Karin Lossow, que s'implica en la investigació, ja que en Ben és considerat sospitós. Ell i el mort estaven enamorats de la mateixa noia, Felice Neumann. El cas es complica quan se sap que la Felice ha estat violada, però no aconsegueix recordar res.

## Producció
Ombres nocturnes es va rodar del 4 de febrer al 8 de juliol de 2020 a l'illa d'Usedom al mar Bàltic, a Świnoujście i a Berlín. Les escenes de l'assentament de cases flotants es van crear al Baltic Sea Resort de Kröslin, una comunitat al sud de la badia de Greifswald que pertany al parc natural de l'illa d'Usedom. El final de la pel·lícula es va rodar al port esportiu de Świnoujście. Les imatges dels drons es van prendre, entre altres llocs, al pont de Zecherin.